# Vachellia
Vachellia is een geslacht bedektzadige planten uit de onderfamilie Mimosoideae van de vlinderbloemenfamilie. Het betreft een aantal Afrikaanse en Caribische boomsoorten met stevige doorns. De soorten werden voorheen ondergebracht in het geslacht Acacia.

## Soorten
- Vachellia abyssinica (Hochst. ex Benth.) Kyal. & Boatwr.
- Vachellia acuifera (Benth.) Seigler & Ebinger
- Vachellia albicorticata (Burkart) Seigler & Ebinger
- Vachellia allenii (D.H. Janzen) Seigler & Ebinger
- Vachellia amythethophylla (Steud. ex A. Rich.) Kyal. & Boatwr.
- Vachellia ancistroclada (Brenan) Kyal. & Boatwr.
- Vachellia anegadensis (Britton) Seigler & Ebinger
- Vachellia antunesii (Harms) Kyal. & Boatwr.
- Vachellia arenaria (Schinz) Kyal. & Boatwr.
- Vachellia aroma (Gillies ex Hook. & Arn.) Seigler & Ebinger
- Vachellia astringens (Gillies ex Hook. & Arn.) Speg.
- Vachellia azuana R.G. García, Clase, Ebinger & Seigler
- Vachellia baessleri H.D. Clarke, Seigler & Ebinger
- Vachellia barahonensis (Urb. & Ekman) Seigler & Ebinger
- Vachellia bavazzanoi (Pic. Serm.) Kyal. & Boatwr.
- Vachellia belairioides (Urb.) Seigler & Ebinger
- Vachellia bellula (Drake) Boatwr.
- Vachellia biaciculata (S. Watson) Seigler & Ebinger
- Vachellia bidwillii (Benth.) Kodela
- Vachellia bilimekii (J.F. Macbr.) Seigler & Ebinger
- Vachellia bolei (R.P. Subhedar) Ragup., Seigler, Ebinger & Maslin
- Vachellia borleae (Burtt Davy) Kyal. & Boatwr.
- Vachellia brandegeeana (I.M. Johnst.) Seigler & Ebinger
- Vachellia bravoensis (Isely) Seigler & Ebinger
- Vachellia bucheri (Vict.) Seigler & Ebinger
- Vachellia bullockii (Brenan) Kyal. & Boatwr.
- Vachellia burttii (Baker f.) Kyal. & Boatwr.
- Vachellia bussei (Harms ex Y. Sjöstedt) Kyal. & Boatwr.
- Vachellia californica (Brandegee) Seigler & Ebinger
- Vachellia campbellii (Arn.) A. Deshp. & Maslin
- Vachellia campeachiana (Mill.) Seigler & Ebinger
- Vachellia caurina (Barneby & Zanoni) Seigler & Ebinger
- Vachellia caven (Molina) Seigler & Ebinger
- Vachellia cernua (Thulin & A.S. Hassan) Kyal. & Boatwr.
- Vachellia chiapensis (Saff.) Seigler & Ebinger
- Vachellia choriophylla (Benth.) Seigler & Ebinger
- Vachellia clarksoniana (Pedley) Kodela
- Vachellia collinsii (Saff.) Seigler & Ebinger
- Vachellia constricta (Benth.) Seigler & Ebinger
- Vachellia cookii (Saff.) Seigler & Ebinger
- Vachellia cornigera (L.) Seigler & Ebinger
- Vachellia cucuyo (Barneby & Zanoni) Seigler & Ebinger
- Vachellia curvifructa (Burkart) Seigler & Ebinger
- Vachellia daemon (Ekman & Urb.) Seigler & Ebinger
- Vachellia davyi (N.E. Br.) Kyal. & Boatwr.
- Vachellia ditricha (Pedley) Kodela
- Vachellia dolichocephala (Harms) Kyal. & Boatwr.
- Vachellia douglasica (Pedley) Kodela
- Vachellia drepanolobium (Harms ex Y. Sjöstedt) P.J.H. Hurter
- Vachellia dyeri (P.P. Sw. ex Coates Palgr.) Kyal. & Boatwr.
- Vachellia eburnea (L.f.) P.J.H. Hurter & Mabb.
- Vachellia ebutsiniorum (P.J.H. Hurter) Kyal. & Boatwr.
- Vachellia edgeworthii (T. Anderson) Kyal. & Boatwr.
- Vachellia elatior (Brenan) Kyal. & Boatwr.
- Vachellia erioloba (E. Mey.) P.J.H. Hurter
- Vachellia erythrophloea (Brenan) Kyal. & Boatwr.
- Vachellia etbaica (Schweinf.) Kyal. & Boatwr.
- Vachellia exuvialis (I. Verd.) Kyal. & Boatwr.
- Vachellia farnesiana (L.) Wight & Arn.
- Vachellia fischeri (Harms) Kyal. & Boatwr.
- Vachellia flava (Forssk.) Kyal. & Boatwr.
- Vachellia flexuosa (Humb. & Bonpl. ex Willd.) Forero & C. Romero
- Vachellia gentlei (Standl.) Seigler & Ebinger
- Vachellia gerrardii (Benth.) P.J.H. Hurter
- Vachellia glandulifera (S. Watson) Seigler & Ebinger
- Vachellia globulifera (Saff.) Seigler & Ebinger
- Vachellia grandicornuta (Gerstner) Seigler & Ebinger
- Vachellia guanacastensis (H.D. Clarke, Seigler & Ebinger) Seigler & Ebinger
- Vachellia gummifera (Willd.) Kyal. & Boatwr.
- Vachellia haematoxylon (Willd.) Seigler & Ebinger
- Vachellia harala (Thulin & Al-Gifri) Ragup., Seigler, Ebinger & Maslin
- Vachellia harmandiana (Pierre) Maslin, Seigler & Ebinger
- Vachellia hebeclada (DC.) Kyal. & Boatwr.
- Vachellia hindsii (Benth.) Seigler & Ebinger
- Vachellia hockii (De Wild.) Seigler & Ebinger
- Vachellia horrida (L.) Kyal. & Boatwr.
- Vachellia hunteri (Oliv.) Ragup., Seigler, Ebinger & Maslin
- Vachellia inopinata (Prain) Maslin, Seigler & Ebinger
- Vachellia insulae-iacobi (L. Riley) Seigler & Ebinger
- Vachellia jacquemontii (Benth.) Ali
- Vachellia janzenii (Ebinger & Seigler) Seigler & Ebinger
- Vachellia johnwoodii (Boulos) Ragup., Seigler, Ebinger & Maslin
- Vachellia karroo (Hayne) Banfi & Galasso
- Vachellia kingii (Prain) Maslin, Seigler & Ebinger
- Vachellia kirkii (Oliv.) Kyal. & Boatwr.
- Vachellia koltermanii R.G. García, M.M.Mejía, Ebinger & Seigler
- Vachellia kosiensis (P.P. Sw. ex Coates Palgr.) Kyal. & Boatwr.
- Vachellia lahai (Steud. & Hochst. ex Benth.) Kyal. & Boatwr.
- Vachellia lasiopetala (Oliv.) Kyal. & Boatwr.
- Vachellia latispina (J.E. Burrows & S.M. Burrows) Kyal. & Boatwr.
- Vachellia leucophloea (Roxb.) Maslin, Seigler & Ebinger
- Vachellia leucospira (Brenan) Kyal. & Boatwr.
- Vachellia luederitzii (Engl.) Kyal. & Boatwr.
- Vachellia macracantha (Humb. & Bonpl. ex Willd.) Seigler & Ebinger
- Vachellia malacocephala (Harms) Kyal. & Boatwr.
- Vachellia mayana (Lundell) Seigler & Ebinger
- Vachellia mbuluensis (Brenan) Kyal. & Boatwr.
- Vachellia melanoceras (Beurl.) Seigler & Ebinger
- Vachellia myaingii (Lace) Maslin, Seigler & Ebinger
- Vachellia myrmecophila (R. Vig.) Boatwr.
- Vachellia natalitia (E. Mey.) Kyal. & Boatwr.
- Vachellia nebrownii (Burtt Davy) Seigler & Ebinger
- Vachellia negrii (Pic. Serm.) Kyal. & Boatwr.
- Vachellia nilotica (L.) P.J.H. Hurter & Mabb.
- Vachellia oerfota (Forssk.) Kyal. & Boatwr.
- Vachellia origena (Hunde) Kyal. & Boatwr.
- Vachellia oviedoensis (R.G. García & M.M. Mejía) Seigler & Ebinger
- Vachellia pacensis (Rudd & A.M.Carter) Seigler & Ebinger
- Vachellia pachyphloia (W. Fitzg) Kodela
- Vachellia pallidifolia (Tindale) Kodela
- Vachellia paolii (Chiov.) Kyal. & Boatwr.
- Vachellia pennatula (Schltdl. & Cham.) Seigler & Ebinger
- Vachellia pennivenia (Balf. f.) F.L. Anderson & Knees
- Vachellia permixta (Burtt Davy) Kyal. & Boatwr.
- Vachellia pilispina (Pic. Serm.) Kyal. & Boatwr.
- Vachellia planifrons (Wight & Arn.) Ragup., Seigler, Ebinger & Maslin
- Vachellia polypyrigenes (Greenm.) Seigler & Ebinger
- Vachellia prasinata (Hunde) Kyal. & Boatwr.
- Vachellia pringlei (Rose) Seigler & Ebinger
- Vachellia pseudofistula (Harms) Kyal. & Boatwr.
- Vachellia qandalensis (Thulin) Kyal. & Boatwr.
- Vachellia quintanilhae (Torre) Kyal. & Boatwr.
- Vachellia reficiens (Wawra & Peyr.) Kyal. & Boatwr.
- Vachellia rehmanniana (Schinz) Kyal. & Boatwr.
- Vachellia rigidula (Benth.) Seigler & Ebinger
- Vachellia robbertsei (P.P. Sw. ex Coates Palgr.) Kyal. & Boatwr.
- Vachellia robusta (Burch.) Kyal. & Boatwr.
- Vachellia roigii (León) Seigler & Ebinger
- Vachellia rorudiana (Christoph.) Seigler & Ebinger
- Vachellia ruddiae (D.H. Janzen) Seigler & Ebinger
- Vachellia schaffneri (S. Watson) Seigler & Ebinger
- Vachellia schottii (Torr.) Seigler & Ebinger
- Vachellia sekhukhuniensis (P.J.H. Hurter) Kyal. & Boatwr.
- Vachellia seyal (Delile) P.J.H. Hurter
- Vachellia siamensis (Craib) Maslin, Seigler & Ebinger
- Vachellia sieberiana (DC.) Kyal. & Boatwr.
- Vachellia sphaerocephala (Cham. & Schltdl.) Seigler & Ebinger
- Vachellia stuhlmannii (Taub.) Kyal. & Boatwr.
- Vachellia suberosa (A. Cunn. ex Benth.) Kodela
- Vachellia sutherlandii (F. Muell.) Kodela
- Vachellia swazica (Burtt Davy) Kyal. & Boatwr.
- Vachellia tenuispina (I. Verd.) Kyal. & Boatwr.
- Vachellia tephrophylla (Thulin) Kyal. & Boatwr.
- Vachellia theronii (P.P. Sw.) Boatwr.
- Vachellia tomentosa (Rottler) Maslin, Seigler & Ebinger
- Vachellia torrei (Brenan) Kyal. & Boatwr.
- Vachellia tortilis (Forssk.) Galasso & Banfi
- Vachellia tortuosa (L.) Seigler & Ebinger
- Vachellia valida (Tindale & Kodela) Kodela
- Vachellia vernicosa (Britton & Rose) Seigler & Ebinger
- Vachellia viguieri (Villiers & Du Puy) Boatwr.
- Vachellia walwalensis (Gilliland) Kyal. & Boatwr.
- Vachellia xanthophloea (Benth.) Banfi & Galasso
- Vachellia yemenensis (Boulos) Ragup., Seigler, Ebinger & Maslin
- Vachellia zanzibarica (S. Moore) Kyal. & Boatwr.
- Vachellia zapatensis (Urb. & Ekman) Seigler & Ebinger
- Vachellia × cedilloi (L. Rico) Seigler & Ebinger
- Vachellia × gladiata (Saff.) Seigler & Ebinger
- Vachellia × ruthvenii Seigler & Ebinger
- Vachellia × standleyi (Saff.) Seigler & Ebinger
- Vachellia × ziggyi Seigler & Ebinger

... · 
Abrus · 
Acacia · 
Acosmium · 
Adenanthera · 
Adenocarpus · 
Adenodolichos · 
Adenopodia · 
Adesmis · 
Aenictophyton · 
Aeschynomene · 
Afzelia · 
Aganope · 
Albizia · 
Alhagi · 
Alysicarpus · 
Amblygonocarpus · 
Amherstia · 
Andira · 
Angylocalyx · 
Aotus · 
Anthyllis · 
Arachis · 
Archidendropsis · 
Aspalathus · 
Astragalus (hokjespeul) · 
Austrosteenisia · 
Baphia · 
Bauhinia · 
Brachystegia · 
Bolusafra · 
Butea · 
Caesalpinia · 
Cajanus · 
Calicotome · 
Carmichaelia · 
Carrissoa · 
Cassia · 
Castanospermum · 
Ceratonia · 
Chamaecytisus · 
Cicer · 
Clianthus · 
Clitoria · 
Cordyla · 
Coronilla · 
Crotalaria · 
Cyamopsis · 
Cyclopia (honingbos) · 
Cytisus · 
Dalbergia · 
Daviesia · 
Delonix · 
Derris · 
Dialium · 
Dicraeopetalum · 
Dichrostachys · 
Dipteryx · 
Enterolobium · 
Eperua · 
Erythrina (koraalboom) · 
Erythrophleum · 
Faidherbia · 
Genista (heidebrem) · 
Glycine · 
Glycyrrhiza · 
Hardenbergia · 
Hovea · 
Indigofera · 
Inga · 
Lathyrus · 
Lens · 
Lonchocarpus · 
Lotus (rolklaver) · 
Lupinus (lupine) · 
Macrotyloma · 
Medicago (rupsklaver) · 
Melilotus (honingklaver) · 
Mimosa · 
Mora · 
Myroxylon · 
Newtonia · 
Onobrychis · 
Ononis (stalkruid) · 
Ormosia · 
Ougeinia · 
Pachyrhizus · 
Parkia · 
Parkinsonia · 
Parochetus · 
Pericopsis · 
Phaseolus · 
Physostigma · 
Pisum (erwt) · 
Prosopis · 
Psophocarpus · 
Psoralea · 
Pterocarpus · 
Pueraria · 
Racosperma · 
Robinia · 
Rothia · 
Securigera · 
Senegalia · 
Senna · 
Serianthes · 
Sesbania · 
Sophora · 
Spartium · 
Sphenostylis · 
Streblorrhiza · 
Strongylodon · 
Stylosanthes · 
Styphnolobium · 
Swainsona · 
Tamarindus · 
Tephrosia · 
Teramnus · 
Tetragonolobus · 
Tetrapleura · 
Trifolium (klaver) · 
Trigonella (hoornklaver) · 
Ulex · 
Uraria · 
Vachellia · 
Vicia (wikke) · 
Vigna · 
Viminaria · 
Virgilia · 
Wisteria (blauweregen) · 
Zornia · 
Zygocarpum · 
...